# Port de Héchempy
Le port de Héchempy (en espagnol puerto de Salcorz) est un col de montagne pédestre frontalier des Pyrénées à 2 451 ou 2 454 mètres d'altitude entre le département français des Hautes-Pyrénées, en Occitanie, et la province espagnole de Huesca, en Aragon.
Il est situé sur la frontière franco-espagnole.
Il fait communiquer la vallée d'Aure côté français, via la vallée du Moudang, avec la vallée de Bielsa côté espagnol.

## Toponymie
Le mot port signifie en gascon « porte » ou « col », c'est le pendant de puerto en espagnol.
En occitan, héchempy signifie « qui recouvre un pâturage » mais aussi un courtaou, un col, un lac. Ce pourrait être la déformation de « hèche + pi » = la hèche du pin.

## Géographie
Il est encadré par le pic de Bataillence (2 604 m) au nord-ouest et le pic de Marty Caberrou (2 677 m) au sud-est.
Il est tout proche de la croix frontière no 324.

## Protection environnementale
Le col fait partie d'une zone naturelle protégée, classée ZNIEFF de type 1 : haute vallée d'Aure en rive droite, de Barroude au col d'Azet.

## Voies d'accès
On y accède côté français depuis le moulin du Moudang, prendre le sentier le long de la Neste du Moudang puis aux granges du Moudang aller en direction du lac de Héchempy (2 305 m). Depuis le parking du tunnel par le port de Bataillence.
Côté espagnol, depuis le parking du tunnel Aragnouet-Bielsa dans la vallée de Bielsa où l'on peut rejoindre Ainsa.